# Cvetanka Hristova
Cvetanka Pavlova Hristova (bolgarsko Цветанка Павлова Христова), bolgarska atletinja, * 12. december 1960, Kazanlak, Bolgarija, † 14. november 2008, Kazanlak.
Nastopila je na poletnih olimpijskih igrah v letih 1988, 1992 in 2004 v metu diska, leta 1992 je osvojila naslov olimpijske podprvakinje, leta 1988 pa bronasto medaljo. Na svetovnih prvenstvih je osvojila naslov prvakinje leta 1991 in bronasto medaljo leta 1987, na evropskih prvenstvih pa naslov prvakinje leta 1982 in srebrno medaljo leta 1986. 